# PGC 41706
LEDA/PGC 41706 (auch NGC 4519A) ist eine linsenförmige Zwerggalaxie vom Hubble-Typ dS0 im Sternbild Jungfrau auf der Ekliptik. Sie ist schätzungsweise 61 Millionen Lichtjahre von der Milchstraße entfernt und hat einen Durchmesser von rund 10.000 Lichtjahren.
Die Galaxie wird unter der Katalogbezeichnung VCC 1501 als Mitglied des Virgo-Galaxienhaufens aufgeführt.

Gemeinsam mit NGC 4519 bildet sie das Galaxienpaar Holm 418. Im selben Himmelsareal befinden sich u. a. die Galaxien NGC 4488, NGC 4522, NGC 4535, IC 3517.